# Dadyanos insignis
Dadyanos insignis – gatunek morskiej ryby z rodziny węgorzycowatych (Zoarcidae). Aktualnie jest jedynym przedstawicielem rodzaju Dadyanos.

## Występowanie
Płd-zach Atlantyk i płd-wsch Pacyfik u wybrzeży Argentyny i Chile.
Dorastają do 23 cm długości.